# PNG Air
PNG Air é uma companhia aérea com sede em Port Moresby, Papua Nova Guiné. Opera voos regulares domésticos e internacionais, bem como contratos de charter corporativo. Sua base principal é o Aeroporto Internacional de Port Moresby.

## História
A companhia aérea foi originalmente estabelecida e iniciou suas operações em 1987 como Milne Bay Air. A companhia aérea recebeu sua licença aérea em março de 1997. A PNG Air tem 750 funcionários. Em 2008, a companhia aérea foi listada na Bolsa de Valores de Port Moresby.
Em novembro de 2015, a companhia aérea reformulou a marca e revelou uma nova pintura. Também recebeu seu primeiro ATR 72-600.

## Frota
A frota da PNG Air consiste nas seguintes aeronaves (Fevereiro de 2020):
| Aeronaves             | Em Serviço | Ordens | Passageiros | Notas |
| --------------------- | ---------- | ------ | ----------- | ----- |
| ATR 72-600            | 7          | –      | 72          |       |
| Bombardier Dash 8-100 | 8          | –      | 36          |       |
| Total                 | 15         | 0      |             |       |